# Famille paulinienne
La Famille paulinienne est un institut religieux de droit pontifical : les membres de cette congrégation, appelés Pauliniens (ou individuellement « pauliniens », lorsqu'ils ne désignent pas l'institut), ont pour symbole S.S.P.
Les origines de l'institut remontent à la fondation, en 1914 à Alba, d'une école typographique née de l'initiative du bienheureux Giacomo Alberione. Les membres de l'institut sont des prêtres, religieuses et coopérateurs laïcs ayant pour activité principale la prédication évangélique par la presse et les autres moyens de communication sociale, qui a obtenu l'approbation diocésaine en 1927 et la reconnaissance définitive du pape Pie XII en 1949.

## Histoire
La Famille paulinienne est née par l'initiative du bienheureux Giacomo Alberione, en 1914, à Coni. Don Alberione était alors à la tête de la revue diocésaine. C'est progressivement qu'il se lance dans l'évangélisation et la prédication de la doctrine de l'Église par la presse.
Après l'approbation diocésaine (en 1927), puis pontificale (en 1949) de son œuvre, Don Alberione étendit son apostolat, en se servant des nombreux moyens de communications sociales pour son œuvre.

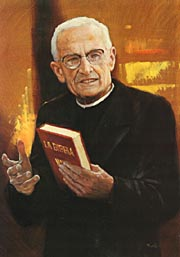
Giacomo Alberione, fondateur de l'institut.

## Spiritualité
La spiritualité de la Famille paulinienne est centrée sur la figure de l'apôtre Paul et de Jésus-Christ, Voie, Vérité et Vie, invoqué comme Divin Maître. Dans le projet original du fondateur sont présentes des références à la spiritualité de saint Ignace de Loyola.

## Activité
Les membres de la Société de Saint Paul, connus sous le nom des pauliniens, fidèles à la mission confiée par leur fondateur, s’engagent dans la diffusion du message évangélique en utilisant les moyens que la technologie met à la disposition de l’homme d’aujourd’hui pour communiquer.
Ils œuvrent dans 54 pays. Nombreux sont les secteurs d’activité : ceux de l’édition de livres, du journalisme, du cinéma, de la télévision, de la radio, de l’audiovisuel, du multimédia, de la télématique, de centres d’étude, de recherche, de formation et d’animation.

## Congrégations de la Famille paulinienne
La famille paulinienne est composée de dix rameaux :
- la Société de Saint Paul ;
- les Filles de Saint-Paul ;
- les Sœurs disciples du Divin Maître ;
- les Sœurs de Jésus Bon Pasteur (Pastourelles) ;
- les Sœurs de Marie Reine des Apôtres (Apostolines) ;

- quatre instituts agrégés :
  - Jésus Grand-prêtre,
  - Saint Gabriel archange,
  - Sainte Marie de l’Annonciation,
  - Sainte Famille ;

- et enfin, l’Union des coopérateurs et coopératrices pauliniens.

## Bienheureux et vénérables de la Famille paulinienne
- Bienheureux Giacomo Alberione (1884-1971), fondateur
- Bienheureux Timoteo Giaccardo (1896-1948), vicaire général de la Société Saint-Paul
- Vénérable Tecla Merlo (1894-1964), cofondatrice des Filles de Saint-Paul
- Vénérable Scolastica Rivata (1897-1987), cofondatrice des Sœurs Disciples du Divin Maître
- Vénérable Francesco Chiesa (1874-1946), prêtre, théologien et directeur spirituel de Don Alberione
- Vénérable Andrea Borello (1916-1948), Disciple du Divin Maître
- Vénérable Maggiorino Vigolungo (1904-1918), laïc